# Морозини, Доменико

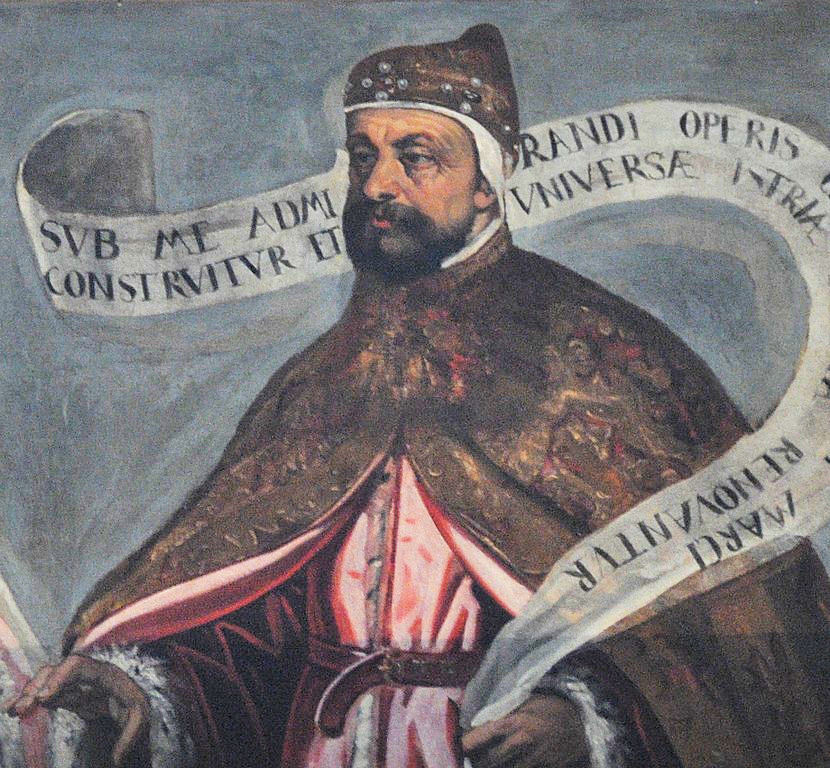
Доменико Морозини

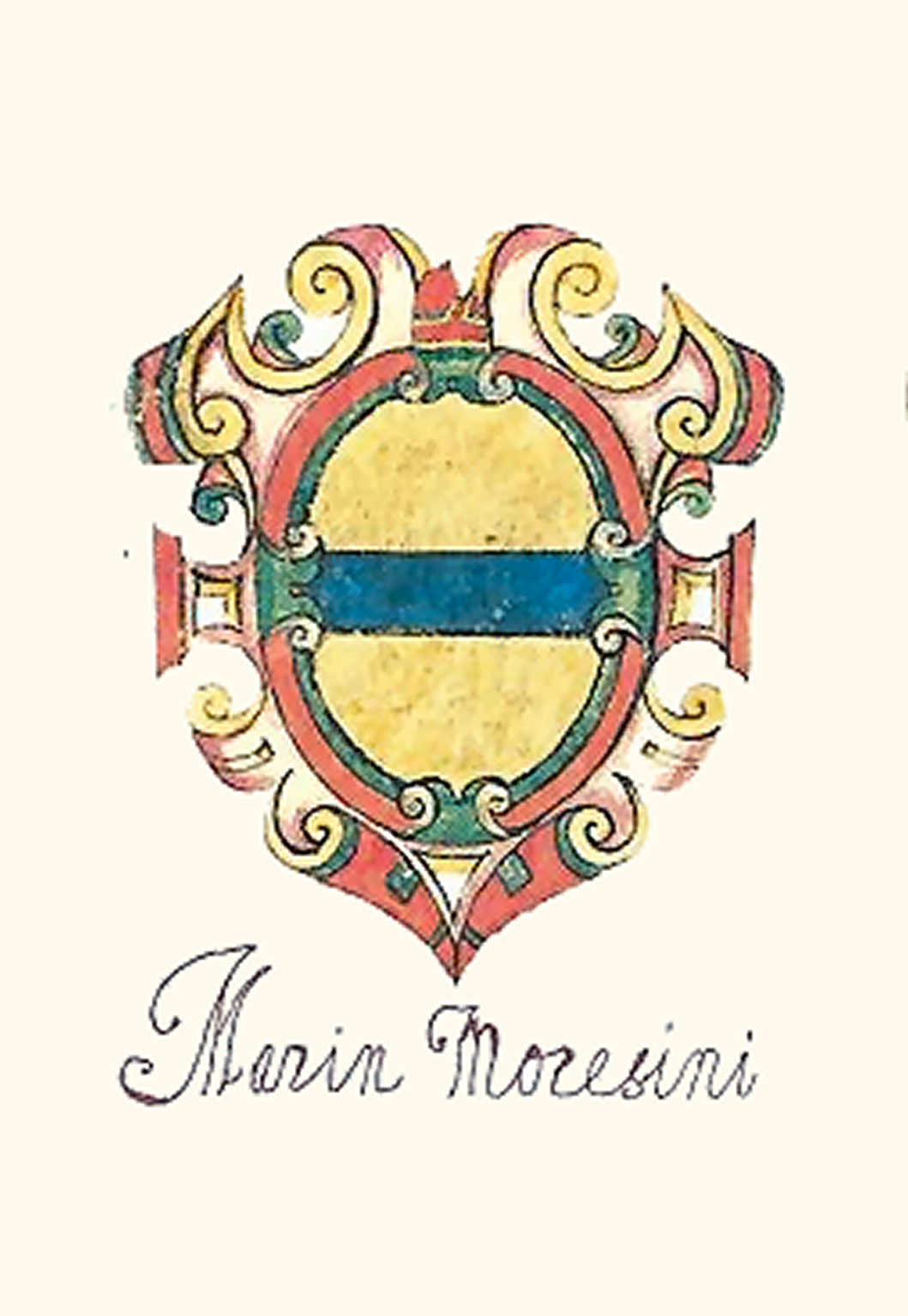
Герб семьи Морозини

Доменико Морозини (итал. Domenico Morosini; ? — 1156) — 37-й венецианский дож (1148 год—1156 год).
Семья Морозини играла важную роль в Венеции, дав республике четырех дожей. Во время правления Доменико Венеция установила дружеские отношения с соперниками. Рожер II признал северную часть Адриатики зоной влияния Венеции, византийские «золотые буллы» приносили большой доход, Фридрих I Барбаросса также подтвердил венецианские привилегии. Во время итальянской компании Фридриха Барбароссы Доменико Полани занимал нейтральную позицию. Самым значительным событием во время правления дожа было завершение строительства кампанилы Сан-Марко.